# Hang Tuah
Hang Tuah is een bestuurslaag in het regentschap Kampar van de provincie Riau, Indonesië. Hang Tuah telt 5803 inwoners (volkstelling 2010).